# 锡尔弗顿之围
《锡尔弗顿之围》，是2022年Netflix原創南非犯罪劇情电影，由Mandla Dube執導 ，由阿诺德·沃斯洛等人主演  ，该电影主要讲述一群努力为非洲黑人争取自由的人，因为一些意外，以及一些原因，决定通过抢银行的方式来争取一些东西，该电影根据南非银行围堵事件改编。

## 電影內容
在欧洲到了非洲后，开始对非洲人进行了奴役，而一部分当地人决定用自己的方式去对这种事情做出反抗。
在这些人中有一个小队在做任务的时候，因为任务失败，而导致他们不得不将目标放到了一个银行身上，并且这些人还通过抢银行来诉说出自己的想法，以及找出来了这些人中的内奸。
并且通过这些人的努力，他们还让被囚禁的曼德拉重获自由。

## 演员表
- Thabo Rametsi
- Noxolo Dlamini
- Stefan Erasmus
- Arnold Vosloo
- Tumisho Masha
- Michelle Mosalakae
- Elani Dekker
- Shane Wellington
- Deon Coetzee
- Justin Strydom

## 其他
- 根据导演所说，他希望这部电影并不是直白的纪录片。[5]
- 在公布电影上映日期的时候，同时公布了该电影的参演人员。[6]

## 備註
1. ↑  Grater, Tom. . Deadline. 10 March 2022  [23 March 2022]. （原始内容存档于2022-06-25）.
2. ↑  .   [2022-06-22]. （原始内容存档于2022-07-02）.
3. ↑  Kemp, Grethe. . City Press. 31 March 2019  [23 March 2022]. （原始内容存档于2022-06-23）.
4. ↑  Ramachandran, Naman. . Variety. 10 March 2022  [23 March 2022]. （原始内容存档于2022-07-06）.